# 荖寮湖山
荖寮湖山，是台灣新北市萬里區雙興里與磺潭里交界處的一座山峰，標高577公尺。該山南側為員潭溪主流上游貢寮溪，東側為流經坑頭北側之員潭溪無名支流的源流區，北側為員潭溪支流萬里磺溪支流清水溪的源流區。
荖寮湖山是一座火山，其組成岩石主要為兩輝角閃安山岩。該山屬於大屯火山群之下的磺嘴山亞群。:137